# 川内エクスプレス
川内エクスプレス（せんだいエクスプレス）は、九州旅客鉄道（JR九州）が川内駅 - 鹿児島中央駅間を、鹿児島本線経由で運行していた特急列車である。

## 概要
特急「川内エクスプレス」は、鹿児島都市圏内での通勤・通学用ライナー列車として485系電車で運行されていた「さわやかライナー」・「ホームライナー」を特急に格上げする形で2011年3月12日に運行を開始した。鹿児島本線の川内駅 - 鹿児島中央駅間では2004年の九州新幹線鹿児島ルート部分開業時に在来線特急「つばめ」が「リレーつばめ」に改称の上で新八代駅発着に、寝台特急「なは」が熊本駅発着に短縮されて以来、特急列車の設定がなかったが7年ぶりに運行されることになった。
しかし利用客数の伸びの低迷などから2016年3月26日のダイヤ改正で廃止され、代替として朝の下り列車の時間帯に伊集院駅 - 鹿児島中央駅間に新たに普通列車を設定した。

## 運行概況
川内駅 - 鹿児島中央駅間で1往復運転され、鹿児島中央駅行きは朝、川内駅行きは夜の運転となっていた。

### 停車駅
川内駅 - 隈之城駅 - 串木野駅 - 市来駅 - 湯之元駅 - 伊集院駅 - 鹿児島中央駅
- 同区間で土休日に運行されている快速「オーシャンライナーさつま」よりも停車駅が多かった[要出典]。

### 使用車両・編成
大分鉄道事業部大分車両センターに所属する787系電車4両編成が充当されていた。九州新幹線鹿児島ルートの全線開業以前は主に「有明」に使用されていた編成である。グリーン席は指定席、普通車は全席自由席となっている。
JR九州管内の優等列車は下り列車の先頭車を1号車とするのが原則であるが、車両は「にちりん」「ひゅうが」「きりしま」との共通運用であったため、当列車は例外的に全区間で上り列車の先頭車を1号車としていた。

## 沿革
- 2011年（平成23年）3月12日： 運行開始。
- 2016年（平成28年）3月25日： 運行終了[2]。

### 注
1. ↑  川内エクスプレスが廃止されたのと同時に、「九州横断特急」は熊本駅 - 人吉駅間を廃止の上で上下方向を入れ替えたため、2016年3月26日ダイヤ改正以降、JR九州管内を運行する優等列車はすべて下り列車の先頭車を1号車としている（なお783系電車の「みどり」編成のみで運転される列車では1号車が存在せず、下り方の先頭車は5号車である）。ただし「みどり」「ソニック」「にちりんシーガイア」では途中でスイッチバックを行うため上り列車の先頭車が1号車になる区間がある。